# Богдана-Волосень
Богдана-Волосень, Богдана-Волосені (рум. Bogdana-Voloseni) — село у повіті Васлуй в Румунії. Входить до складу комуни Стенілешть.
Село розташоване на відстані 290 км на північний схід від Бухареста, 29 км на схід від Васлуя, 70 км на південний схід від Ясс, 134 км на північ від Галаца.

## Населення
За даними перепису населення 2002 року у селі проживали 209 осіб, усі — румуни. Усі жителі села рідною мовою назвали румунську.